# Dans une galaxie près de chez vous (film)
Pour les articles homonymes, voir Dans une galaxie près de chez vous (homonymie).
Série Dans une galaxie près de chez vous
Dans une galaxie près de chez vous
(1999) Dans une galaxie près de chez vous 2
(2008)
Pour plus de détails, voir Fiche technique et Distribution.
Dans une galaxie près de chez vous est un film de science-fiction humoristique tiré de la série culte québécoise du même nom diffusée sur les ondes de VRAK.TV (anciennement Canal Famille). Le film est scénarisé par Claude Legault et Pierre-Yves Bernard et réalisé par Claude Desrosiers. Il sort en 2004. Un deuxième film est sorti le 18 avril 2008.

## Résumé
2034 : La destruction de la couche d'ozone accélère de plus en plus le réchauffement climatique transformant la Terre en fournaise. Le Canada décide d'envoyer dans l'espace le vaisseau Romano Fafard afin de trouver une nouvelle planète pouvant accueillir 6 puis 5 et enfin 4 milliards 'de tatas'. L'équipage comprend notamment le Capitaine Charles Patenaude, Bob Dieudonné-Marcelin le pilote, Flavien Bouchard le technicien radar second officier et Brad Spitfire, un scientifique malveillant.
En 2039, les recherches n'ont toujours rien donné : la planète ABITIBI 2, qu'ont exploré Bob et Flavien, est inhabitable pour les Terriens à cause d'une surpopulation de mouches. Brad Spitfire tente pourtant de convaincre le capitaine Patenaude qu'il s'agit de la bonne planète mais ce dernier persiste dans son refus: Brad finit par craquer et hurle "J'en peux plus de votre maudite mission, Capitaine Patenaude!!!" avant de se faire assommer par son supérieur. 
Avec le reste de l'équipage incluant Valence Leclerc, la psychologue et petite amie de Patenaude, Pétrolia Parenteau Stanislavski la technicienne/médecin convoitée par Bob et Flavien mais préférant le second et enfin Serge 3 , l'androïde défenseur du vaisseau créé par Pétrolia, Patenaude décide d'explorer la dernière planète de la galaxie : Esthétika. Bien que celle-ci soit trop petite, Patenaude profite de l'occasion pour déporter Brad après que le scientifique a créé un monstre (Hybride de Scorpion/Tarentule/Agent d'immeuble) avant de se mettre autour en orbite d'un astéroïde qui pourrait les emmener dans la galaxie de la Gougoune Triste avec un nombre immense de planètes (83 567 et 3/4). Valence tente désespérément de convaincre le capitaine de garder Brad à bord mais sa décision est approuvée par tous les autres membres d'équipage. Alors que Serge 3 est victime d'une décharge électrique, le scientifique remarque que Bob essaie de séduire Pétrolia avec des implants capillaires (devenant à partir de cet instant « Bob avec cheveux ») et décide de l'utiliser pour un plan machiavélique : il envoie Bob cueillir des fruits et attire le reste du Romano FaFard sur la planète après avoir neutralisé Flavien et enclenche à distance le processus d'autodestruction du vaisseau pour se venger mais Serge 4 après quelques déboires réussit in extremis à stopper le compte à rebours (et lance par la même occasion le lave-vaisselle). 
Avant de repartir, Flavien tire sur Bob car ce dernier n'a pas posé de question, ce qu'il fait habituellement après chaque briefing : Pétrolia découvre alors qu'il s'agit en fait d'un androïde, un « Clone »... Patenaude et le reste de l'équipage lancent les recherches et tombent sur un mystérieux vieil homme, qui leur montre qu'à la prononciation du mot « terrien », les habitants de cette planète vomissent. Ce dernier semblait être au courant de leur venue grâce à un devin: ce dernier a aussi prédit une averse de sécheuses. Devant l'absurdité de la prédiction, l'équipage continue et finit par repérer les ravisseurs grâce à l’ouïe puis à la vue extraterrestres de Flavien.
À leur grande surprise, l'averse de sécheuse se produit écrasant au passage Serge 4. L'équipe finit par capturer Naomia, la nièce de Kerplunk le vieil homme rencontré auparavant. Cette dernière décide d'accompagner Valence, Flavien, Serge 5 et Pétrolia au repaire des bandits (Centeux) qui veulent extraire toute la graisse de "Bob avec cheveux" en échange de 80 % de la graisse de Bob (Les obèses étant considérés comme beaux). Le Capitaine finit par accepter le marché à la condition que Kerplunk les mène au devin. Alors que le devin refuse de parler aux terriens, l'équipe de secours se retrouve face à une armée de clones à la suite de la trahison de Naomia. Brad finit par trouver le point faible des clones et l'équipage finit par délivrer "Bob avec cheveux" aux mains d'une duchesse voulant offrir la graisse de Bob à sa fille. Arrivant à la demeure du devin, la moitié extraterrestre de Flavien n'autorise qu'une demi-question. Grâce à un astucieux stratagème, les explorateurs finissent par apprendre qu'ils pourront trouver une planète habitable dans Gougoune Triste mais que l'un d'eux va mourir en terrassant une créature sous le rayon de deux Soleil...
Pendant que Serge 5 prend feu tout en traversant un orage spatial, Brad refuse de coopérer. Le capitaine est obligé de conclure un pacte avec Brad pour obtenir son aide. L'orage fini, le capitaine explique à l'équipage les résultats de l'analyse de la galaxie de la Gougoune Triste et qu'ils ont trouvé la planète recherché. Lors d'une maladresse (en faisant tomber un verre), Flavien se fait destituer de son rang de second officier pour être remit à Brad puis les circuits de Serge 6 sautent. Une fois en orbite, le capitaine a laissé un message disant qu'il se sacrifie pour permettre aux terriens d'y emménager, ce que le reste de l'équipage conteste, mais, le capitaine ayant bloqué le télé-faxe, ils ne peuvent pas le ramener. Le tout, au grand bonheur de Brad, qui devient capitaine. 
Pendant que l'équipage tente de ramener Patenaude à bord, un vaisseau terrien du nom de Roberto Ménard, commandé par le capitaine Presswood, arrive.  Presswood explique qu'ils ont été envoyés en croyant que le Romano Fafard avait des problèmes. Voyant que Presswood veut détruire les êtres vivants de la planète, y compris le capitaine, l'équipage du Romano refuse de se joindre à lui, au risque de devenir son ennemi. Seul Brad passe dans le camp de Presswood.
Pendant ce temps, le capitaine négocie avec les quelques habitants de la planète. Il les libère de la créature qui les terrorise (croyant deviner que c'est la créature qui doit coûter la vie à l'un d'entre eux) et en échange, ils laissent les terriens s'installer sur leur planète et ils vivent en paix. Arrivant dans la grotte de la créature nommée « Tocson », le capitaine, s'étant résigné, découvre que Tocson n'est qu'une chute d'eau, ce qui créait un bruit effrayant. Tout d'un coup, le capitaine réalise que malgré tout, la prédiction dit que la survie des terriens sur cette planète va coûter la vie à l'un d'entre eux. Alors que le capitaine demande à être retélé-faxé à bord (ce dernier pouvant écouter les communications), l'équipage est occupé à s'opposer au Roberto Ménard, qui menace de les détruire en premier tandis que Flavien essaye de les arrêter (et sauver Brad s'il en a envie). Alors que Brad tente de se sauver, Flavien paralyse les membres de l'équipage ennemis mais il fait un face à face avec le capitaine Presswood qui lui tire une charge qui tue contre une charge paralysante. Voyant une affiche avec deux œuf grillé, Flavien comprend que ce sont les deux Soleils de la prédiction et qu'il est la victime. Brad, voyant le corps de Flavien, essaye de le prendre avec lui. Serge 7, n'ayant pas le choix, tire un missile sur le Roberto Ménard, à la grande tristesse de l'équipage. Mais Brad a réussi à se télé-faxer avec Flavien à quelque pas du capitaine sur la planète. Alors que Flavien vient de rendre l'âme dans le centre médical, le capitaine avoue que le pacte fait avec Brad consistait à lui redonner son titre de second officier (dégradé dans la série) en échange de sa coopération. Le capitaine réalise aussi que la créature devant tuer un des membres de l'équipage était un terrien (ce qui, sur le coup, le fait vomir). Un peu plus tard, une créature non-identifié apparaît dans le vaisseau. Cherchant à localiser la créature extra-terrestre, l'équipage remarque que la piste les mène au centre de santé. Ils font la découverte que Flavien est à moitié vivant (la partie morte étant sa moitié terrienne) et devient totalement extra-terrestre. Bob s'exclament: «Il est réssucis-tu»! 
Finalement, le capitaine décide de laisser la planète qu'ils ont trouvé déduisant que les habitants de la planète seront mieux sans la présence des terriens. L'équipage se demande par où ils vont chercher une nouvelle planète et le capitaine conclu: «Par-Là»...

## Personnages principaux

### Équipage du Romano Fafard
Capitaine Charles Patenaude : Capitaine du Vaisseau, c'est un leader admiré par tous l'équipage (sauf Brad) pour son courage et sa loyauté envers ses hommes. Amoureux de Valence, il dirige depuis 5 ans la "mmmission" et semble déterminé à vouloir trouver la planète. Massacrant allégrement les proverbes ("Il ne faut pas vendre la peau de l'ours...surtout s'il n'est pas d'accord avec le prix), il a aussi la faculté de rester constamment debout lorsque le vaisseau traverse une zone de turbulences à l'instar de son équipage. Au cours du film, il commence à douter si les humains valent vraiment la peine d'être sauvés ou bien si la planète à trouver n'existe pas. 
Brad Spitfire : officier Scientifique du vaisseau après avoir été dégradé pour tentative d'empoisonnement sur le Capitaine pendant la série. Personnage particulièrement malveillant et machiavélique, il est prêt à quasiment tout pour parvenir à ses fins faisant de lui le bouc-émissaire du vaisseau et un véritable danger public pour la mission. Bien qu'il soit compétent dans son domaine, le Capitaine a tenté à maintes reprises de s'en débarrasser mais Valence l'a toujours convaincu de le garder à bord. Paradoxalement; bien qu'il passe son temps à mépriser les autres, il avoue à Valence que c'est une forme d'affection prouvant que c'est en fait un homme meurtri qui essaye tant bien que mal à s'adapter à ses coéquipiers. 
Valence Leclerc : officier Psychologue du vaisseau, petite-amie du Capitaine, elle a pour principale fonction d'atténuer les diverses tensions à bord du vaisseau, notamment celles entre Brad et le Capitaine. Sous ses airs de psychologue très compétente et d'une tendance à materner les autres, elle est en fait très jalouse de toutes les femmes qui s'approchent du vaisseau notamment de Naomia, la première habitante que le Romano Fafard a rencontré sur la planète Esthétika. Elle avoue que son patient préféré est Brad et essaie bien des fois de calmer le Capitaine à chaque coup tordu du scientifique. 
Flavien Bouchard : technicien Radar du vaisseau et second officier à la suite de la dégradation de Brad. Meilleur élément du vaisseau, il souffre cependant d'un profond manque de confiance en lui (visible lors de la série). Meilleur ami de Bob, il est cependant confronté à un sérieux dilemme car sa petite-amie Pétrolia le préfère à Bob qui essaie de se faire aimer par la jeune fille. Son père extraterrestre (Richard Cuisse de Lion) lui à transmis certains pouvoirs: une ouïe et une vue hors du commun mais aussi une force et une résistance aux dégâts supérieure à la moyenne. Il hait principalement Brad qui fait preuve d'un racisme envers Flavien ce qu'il répond généralement par un bon coup de poing. 
Bob Dieudonné Marcellin : chauffeur du vaisseau, car muni d’un tableau de bord d’autobus. Bob est le meilleur ami de Flavien et l'un des prétendants de Pétrolia. Ses gros défauts sont son manque d'intelligence et sa gourmandise : sa lenteur d'esprit provoque l'agacement du capitaine et sa goinfrerie est sans limite. Cependant, c'est un excellent pilote avec l'aide de Flavien, ils forment un duo indispensable à la mission. Comme dit précédemment, il est amoureux de Pétrolia et ira jusqu'à se greffer des cheveux pour devenir pendant une bonne partie du film "Bob avec cheveux" provoquant un gag récurrent au long du film. 
Pétrolia Stanislavski : Technicienne et médecin du vaisseau ; elle a suscité cependant de la crainte étant donné qu'une bonne partie de ses inventions (de la série) se sont retournées contre l'équipage mais a finalement obtenu la confiance du capitaine. Elle est follement amoureuse de Flavien provoquant la jalousie de Bob qui essaie en vain de la séduire : finalement, elle avouera à Bob qu'elle l'aime à l'intérieur comme à l'extérieur mais qu'elle préfère Flavien. Conceptrice de Serge, elle doit souvent le réparer lorsque ce dernier subit des avaries. 
Serge 3;4;5;6;7;8 : Androïde et défenseur du vaisseau. Création de Pétrolia, Serge avait au départ une apparence humaine mais au fil du temps, il ressemble plus à un cyborg doté d'un puissant système de calcul, d'une forte puissance de feu et d'une efficacité et d'une loyauté efficace à l'équipage. Bien qu'il soit supposé être résistant, il subit tout au long du film diverses destructions (électrocuté, écrasé par une sécheuse ; incendié par un court-circuit etc.). Curieusement, Serge est ici moins blagueur que dans la série : il est plus sérieux et prend moins d'initiatives.

## Fiche technique
Source : IMDb et Films du Québec
- Titre original : Dans une galaxie près de chez vous
- Réalisation : Claude Desrosiers
- Scénario : Pierre-Yves Bernard et Claude Legault
- Musique : Michel Cusson
- Direction artistique : Jean Babin
- Décors : Patrice Gagné
- Costumes : Josée Castonguay
- Maquillage : Nathalie Trépanier
- Coiffure : Linda Gordon
- Photographie : Serge Desrosiers
- Son : Aurélien Salvy, Robert Labrosse, Jean-Christophe Verbert, Pierre Paquet
- Montage : Dominique Champagne
- Effets visuels : Martin Poirier
- Production : Diane England
- Société de production : Zone 3
- Société de distribution : TVA Films
- Budget : 2,5 millions $ CA
- Pays de production :  Canada
- Langue originale : français
- Format : couleur
- Genre : comédie dramatique, science-fiction
- Durée : 109 minutes
- Dates de sortie :
  - Canada : 9 avril 2004 (sortie en salle au Québec)
  - Canada : novembre 2004 (DVD)
  - France : 25 novembre 2004 (Semaine du cinéma du Québec à Paris)

## Distribution
- Guy Jodoin : Charles Patenaude (capitaine)
- Stéphane Crête : Brad Spitfire (scientifique et anciennement second officier du Romano Fafard)
- Claude Legault : Flavien Bouchard (technicien radar et second officier du Romano Fafard)
- Sylvie Moreau : Valence Leclerc (psychologue)
- Didier Lucien : Bob Dieudonné-Marcelin (pilote)
- Mélanie Maynard : Pétrolia Parenteau-Stanislavski (médecin)
- Réal Bossé : Serge 3, 4, 5, 6, 7, 8 (robot)
- Bianca Gervais : Naomia
- Benoit Girard : oncle Kerplunk
- François Papineau : capitaine Presswood
- Pierre Collin : le devin Heul Savè
- Patrice Coquereau : Flagosse
- Fanny Mallette : Farlouche
- Kathleen Fortin : la duchesse
- Vivianne Roux : fille de la duchesse
- Catherine Proulx-Lemay : la seconde de Presswood
- Isabelle Vincent : la mère des enfants
- Laurent-Christophe De Ruelle : gamin #1
- Gabriel Maillé : gamin #2
- Kimberly St-Pierre : la petite fille au début qui pointe le ciel
- Jérémie Boucher : petit prince
- James Hyndman : narrateur (voix hors-champ)

## Autour du film
- Patrice Coquereau, l'interprète de Flagosse, interprétait déjà un autre personnage dans la série : la voix de Gervais l'ordinateur central.